# Николае Вело
Николае К. Вело (на румънски: Nicolae C. Velo; на арумънски: Nicolae C. Velo) е арумънски поет и общественик, румънски дипломат.

## Биография
Вело е роден в 1882 година във влашко семейство в голямото влашко село Маловище, тогава в Османската империя, днес в Северна Македония. Учи в родното си село, след това гимназия в Битоля. Завършва в Букурещ Училището за държавни науки, което подготвя дипломатически персонал. Работи в румънската легация в София, а по-късно е секретар на консулството в Русе. В 1918 – 1919 година е вицеконсул в Одеса и Москва, а след това се връща в Русе като консул. Умира в 1924 година.
Започва да публикува проза и поезия в 1903 година. Пише в „Ромънул де ла Пинд“, „Фръцилия“ (1901 – 1903) и „Фръцилия“ (1927 – 1928).